# 28 Большой Медведицы
28 Большой Медведицы (лат. 28 Ursae Majoris), HD 84179 — двойная звезда в созвездии Большой Медведицы на расстоянии (вычисленном из значения параллакса) приблизительно 253 световых лет (около 77 парсеков) от Солнца. Видимая звёздная величина звезды — +6,53m. Возраст звезды оценивается как около 1,3 млрд лет.

## Характеристики
Первый компонент — жёлто-белая звезда спектрального класса F2V. Радиус — около 2,51 солнечных, светимость — около 12,41 солнечных. Эффективная температура — около 6918 К.